# Jackpot (Chingy)
Jackpot è il primo album, uscito nel 2003, del rapper Chingy.

## Il disco
Jackpot ha segnato il debutto del rapper su scala nazionale, divenendo poi triplo Disco di Platino.
Il primo fortunatissimo singolo estratto è stato Right Thurr, che ha riscosso un vasto successo in USA portando Chingy al secondo posto nelle classifichei. Il secondo è stato Holidae In, al quale hanno collaborato Snoop Dogg e il master della Disturbing Tha Peace Ludacris; il terzo singolo è stato One Call Away, che ha visto invece la partecipazione del cantanteR&B e attore J-Weav; una remix di Right Thurr, realizzata assieme a Jermaine Dupri e la rapper della Slip-N-Slide Records Trina, è stata ultimo lanciata come quarto singolo, non edito in Italia.
Al disco hanno anche collaborato i due rapper Tity Boi e I-20 al pezzo Represent, e il membro dei St. Lunatics Murphy Lee in Sample Dat Ass.

## Tracce
1. Jackpot Intro
2. He's Herre
3. Represent (feat. Tity Boi & I-20)
4. Right Thurr
5. Jackpot The Pimp (Skit)
6. Wurrs My Cash
7. Chingy Jackpot
8. Sample Dat Ass (feat. Murphy Lee)
9. One Call Away (feat. J-Weav)
10. Dice Game (Skit)
11. Gettin' It
12. Holidae In (feat. Ludacris & Snoop Dogg)
13. Juice
14. Fuck Dat Nigga (Skit)
15. Madd @ Me
16. Bagg Up
17. Right Thurr (Remix) (feat. Jermaine Dupri & Trina) (Bonus track)